# Xavier Bru de Sala i Castells
Xavier de Bru de Sala i Castells (Barcelona, 24 de setembre de 1952) és un escriptor i articulista català, conegut amb el nom de ploma de Xavier Bru de Sala. Llicenciat en filologia catalana, ha desenvolupat una intensa activitat com a polemista amb articles a la premsa diària. Columnista durant 10 anys a La Vanguardia, ha publicat les seves opinions en mitjans com l'Avui o Catalunya Ràdio. És membre del consell editorial d'El Periódico de Catalunya i vicepresident del Cercle de Cultura. És coneguda la seva dedicació a l'escena, amb versions de Cyrano de Bergerac, Pigmalió, o el llibret de Mar i cel. És membre del PEN català (en fou secretari entre 1985 i 1989) i de l'Associació d'Escriptors en Llengua Catalana.

## Biografia
Va militar al Partit Socialista d'Alliberament Nacional. El 1973 va ser cofundador de Llibres del Mall. Fou director literari d'Edicions Proa entre 1984 i 1987, Director General de Promoció Cultural de la Generalitat de Catalunya amb Convergència i Unió (CiU) entre 1988 i 1991. El 1997 va comissariar l'exposició Barcelona-Madrid 1898-1998, sintonies i distàncies, del CCCB. Més endavant, treballà com a assessor cultural de la Cambra de Comerç de Barcelona entre 2001 i gener de 2009, quan assumí el càrrec de primer president del Consell Nacional de la Cultura i de les Arts, al qual va renunciar al mes de setembre del mateix any, fet que comportà una forta polèmica en el sector. Oficialment s'afirmà que la seva sortida era causa d'una decisió personal després de l'etapa de posada en marxa de l'organisme, si bé algunes veus del mateix Consell van destacar-ne el seu «excés d'autoritarisme».
Dos anys després va formar part del consell assessor de CiU a les eleccions generals espanyoles de 2011. També va ser el comissari de les III Reflexions Crítiques sobre la Cultura Catalana (2011) i comissari general de l'Any Espriu (2012). La retribució de 123.420 euros per la seva tasca l'any Espriu, el 10% del pressupost destinat a aquesta commemoració, va aixecar la crítica de diverses veus, com la portaveu parlamentària d'ICV-EUiA, Dolors Camats, que qüestionà aquest sou mentre algunes activitats de la commemoració no estarien garantides.
Com a escriptor, ha estat autor de nombroses adaptacions teatrals, de poemaris i de llibres d'assaig. La seva producció literària ha rebut diversos premis. Com a articulista, va començar a publicar articles el 1991 a El Observador, diari impulsat per Lluís Prenafeta. Després va col·laborar amb mitjans com l'Avui, El Temps, Catalunya Ràdio o Ràdio 4. Va publicar periòdicament articles a La Vanguardia durant 10 anys. Publica una columna d'opinió a El Periódico de Catalunya. En aquestes publicacions ha publicat alguns dels seus polèmics articles, com la seva crítica a l'escriptor, periodista i editor Josep Maria Espinàs, a l'editorial Quaderns Crema, al Premi Llibreter de narrativa del 2005 John Lanchester, a qui anomenà «pseudoescriptor amb brillantina» o l'acusació de violació dels drets d'autor a la Viquipèdia, tots ells resposts i relativitzats per altres articulistes.

## Obra
Poesia
- 1973 — La fi del fil. Barcelona. Proa
- 1973 — Les elegies del marrec. Barcelona. Curial
- 1979 — Fràgil. Barcelona. (reeditat el 2003)[2]
- 2004 — Oratori. Barcelona. Empúries

Prosa
- 2007 — Cartes d'uns coneguts a una desconeguda. Barcelona. La Magrana

Teatre
- 1980 — Els intrusos. Barcelona.
- 1988 — Mar i cel. Adaptació del text d'Àngel Guimerà. Barcelona: Edicions 62, 2000; Barcelona: Discmedi, DL 2004, 2 discs sonors + 1 llibret amb el text. (interpretada per Dagoll Dagom).
- 2008 — Objectiu pastorets: els pastorets del segle XXI. Lleida: Pagès. (versió televisiva)[23]

Infantil i juvenil
- 1998 — Moisès: de l'Antic Testament [adaptació de Xavier Bru de Sala; il·lustracions de Fina Rifà]. Barcelona: Proa.

Crítica literària o assaig
- 1983 — Espriu, Duran Farell, Rigol, Benet i el futur de Catalunya. Barcelona: La Llar del Llibre.
- 1987 — Barcelona proposta cultural. Sant Boi de Llobregat: Edicions del Mall.
- 1991 — Converses sobre Catalunya. Barcelona. Enciclopèdia Catalana
- 1992 — Catalunya, Espanya, Europa, Edicions Proa (recull d'articles publicats a El Observador)[2]
- 1997 — El Modelo catalán: un talante político. [et al.] Barcelona: Flor del viento, pp. 11–42.
- 1999 — El descrèdit de la literatura Quaderns Crema[24]
- 2004 — Reflexiones magmáticas, Barcelona, La esfera de los libros.
- 2005 — Fot-li, que som catalans! (amb Miquel de Palol i Julià de Jòdar). Barcelona. L'esfera dels llibres
- 2006 — Fot-li més que encara som catalans (amb Miquel de Palol i Julià de Jòdar). Barcelona. L'esfera dels llibres
- 2019 — Barcelonismes. Barcelona. Tibidabo Edicions.

Traduccions
- 1979 — Tècnica, tècnics i lluita de classes, d'André Gorz. Barcelona. La Magrana.
- 1984 — Cyrano de Bergerac, d'Edmond Rostand (traduïda el 1984, adaptada el 1989).
- 1986 — El Mikado, o, El poble de Titipú (The Mikado or, The Town of Titipu), de W. S. Gilbert
- 1997 — Els pirates, de Gilbert & Sullivan (The Pirates of Penzance) (interpretada per Dagoll Dagom).
- 1989 — El misantrop (Le misanthrope), de Molière. Departament de Cultura de la Generalitat de Catalunya / Pòrtic
- 1997 — Pigmalió (Pygmalion), de Bernard Shaw.
- 2003 — La Perritxola (La Périchole) de Jacques Offenbach. Barcelona (adaptada per Dagoll Dagom)

Coordinacions
- 1998 — Catalunya, España: un diàleg amb futur (amb Javier Tusell). Barcelona: Planeta. (Amb versió en castellà prologada per Josep Antoni Duran i Lleida i epíleg de Joan Rigol)[25]
- 2003 — Exili interior, represa i transició, amb Carme Dropez. Barcelona: Proa.

Altres
- 1988 — En to menor. Barcelona.[26]

## Premis i reconeixements
- 1972 — Carles Riba La fi del fil.[27]
- 1974 — Ciutat de Barcelona de poesia.
- 1974 — Englantina als Jocs Florals de la Llengua Catalana de Mèxic.
- 1980 — Premi Ciutat de Granollers de teatre: Els intrusos.
- 1981 — Englantina als Jocs Florals de la Llengua Catalana de Barcelona.
- 1984 — Premi Josep M. de Sagarra de traducció teatral: Cyrano de Bergerac, d'Edmond Rostand.
- 2004 — Premi Ausiàs March de poesia de Gandia: Oratori.[2]